# Harry Forsberg
Harry William Forsberg, född 16 april 1915 i Ljusne församling, Gävleborgs län, död i oktober 1992 i Högalids församling i Stockholm, var en svensk främlingslegionär.
Harry Forsberg tog värvning 1936 och stred för Främlingslegionen i Atlasbergen i Nordafrika samt deltog i den allierade invasionen av Sicilien och det italienska fastlandet 1943. Under slaget om Monte Cassino 1944 togs han tillfånga av tyskarna. Det sista krigsåret tillbringade han som fånge i norra Italien och i Tyskland och våren 1945 befriades han ur ett fångläger av allierade fallskärmsjägare.
Han gav ut två böcker om sin tid som främlingslegionär, den första Kamrat med 52 nationer som kom 1946 och den andra Jag var främlingslegionär som kom 1953.
Harry Forsberg var 1946–1950 gift med Signe Björklund (1923–2001), 1950–1953 med konstnären Idun Lovén (1916–1988) och 1957–1960 med Marianne Steinholm (född 1937). Bland de många barnen märks sonen Donald Forsberg (1946-2022) som var IB-agent 1967–1990.